# Pax Nicephori
Les historiens ont de façon erronée dénommé sous le nom de Pax Nicephori le traité de paix prétendument signé en 803 entre Charlemagne et Nicéphore Ier et l'issue des négociations qui prirent place entre les mêmes parties mais qui furent conclues entre des empereurs différents entre 811 et 814. L'ensemble des différentes négociations des années 802-815 a aussi été désigné sous ce nom.

## Les négociations infructueuses de 803
Le jour de Noël de l'an 800, le pape Léon III couronna Charlemagne comme empereur des Romains dans la Basilique Saint-Pierre. Nicéphore Ier, empereur byzantin (donc romain) et Charlemagne, nouvel empereur romain essayèrent de fixer leurs frontières impériales en 803. Un premier traité fut en effet préparé et envoyé en Orient en 803 par Charlemagne qui entama des négociations avec l'impératrice Irène. Cependant, le texte ne fut jamais ratifié par Nicéphore comme les Annales regni Francorum et un document de Charlemagne en attestent. À la suite de ces évènements, le littoral croate fut de manière pacifique accepté comme limite de la domination franque.

## Négociations ultérieures entre 803 et 806
Bien que Nicéphore ait refusé de reconnaître la titulature impériale de Charlemagne, les deux empires conclurent des accords à propos de la possession des territoires italiens (les provinces de Vénétie et le littoral croate) au cours de la première décennie du IXe siècle. Elles semblent avoir été à l'avantage des Vénitiens et ont garanti la souveraineté byzantine sur ces terres.

## Guerre et paix (806-814)
Le changement temporaire des loyautés vénitiennes envers les Francs aboutit à un conflit naval en mer Adriatique seulement interrompu par une trêve en 807 et 808. Après l'invasion de la Dalmatie par le fils de Charlemagne et roi d'Italie Pépin, les tensions montèrent entre les deux empires. Toutefois, l'instabilité politique et militaire ne survécut pas à la mort du roi d'Italie en juillet 810. Un nouveau traité fut discuté entre Charlemagne (le dirigeant temporaire de l'Italie) et Nicéphore. Parmi les envoyés de Charlemagne chez Nicéphore il y avait le comte de Forlì Aigone.
Ainsi, le nom de Pax Nicephori peut s'appliquer à cette deuxième tranche des activités diplomatiques. Cependant, seul Michel Ier Rhangabé reconnut le titre impérial de Charlemagne et le traité ne fut définitivement ratifié que 4 ans plus tard après la mort de Michel et de Charlemagne, par Louis le Pieux et Léon V. Divers amendements avantageant Venise ont apparemment été ajoutés.
La paix d'Aix-la-Chapelle en 812 (de) entérina la domination franque sur la côté croate à l'exception des villes et îles byzantines.

## États tampons
La croyance commune que des négociations entre Byzantins et Francs se sont déroulées au début du IXe siècle et ont fait de Venise une entité politique indépendante est uniquement basée sur les chroniques vénitiennes plus tardives, allusives et biaisées de Jean le Diacre et André Dandolo. Aujourd'hui encore, la validité historique de ces chroniques reste discutable.